# Новочеркасский сельсовет (Московская область)
Новочеркасский сельсовет — упразднённая административно-территориальная единица, существовавшая на территории Московской губернии и Московской области до 1939 года.
Новочеркасский сельсовет был образован в первые годы советской власти. По данным 1918 года он входил в состав Колыберовской волости Коломенского уезда Московской губернии.
По данным 1926 года в состав сельсовета входили деревня Новочеркасское, сторожка Замоскворецкого лесничества и сторожка Егорьевского лесничества.
В 1929 году Новочеркасский с/с был отнесён к Воскресенскому району Коломенского округа Московской области.
17 июля 1939 года Новочеркасский с/с был упразднён, а его территория включена в Ёлкинский с/с.